# Cruis'n World
Cruis'n World és un videojoc llançat l'any 1996 als Països Catalans i la resta d'Europa per N64 que és la continuació del videojoc de curses recreatiu de 1994 anomenat Cruis'n USA. Com diu en el títol, el Cruis'n World involucra als jugadors en fer curses de cotxes contra contrincants en diverses pistes del món. El videojoc té característiques del Cruis'n USA. Una nova característica és la de les acrobàcies. També han posat diversos obstacles, i giravolts tancats. Si es fa l'acrobàcia de volar amb el vehicle, el joc dona al jugador segons extra de temps. El joc també proporciona petites propulsions per anar més ràpid del normal.
El videojoc va ser llançat per la Nintendo 64 el 1998, sent així el millor joc de la saga Cruis'n.

## Curses al Cruis'n World
Els desenvolupadors d'aquest lloc van enviar artistes seus en un viatge al voltant del món per capturar digitalment les millors atraccions turístiques i d'interès mundial. I en el videojoc van reflectir els llocs de Hawaii, Japó, Austràlia, la Xina, Kenya, Egipte, Rússia, Alemanya, Itàlia, França, Anglaterra, Mèxic, Nova York, Florida i la lluna.

### Hawaii
En aquesta cursa podeu travessar una gran autopista, i a través d'un túnel fictici que passa per sota l'aigua que connecta amb les altres illes.

### Japó
Un tren Maglev és visible al començament, amb estàtues budistes col·locades al voltant del paisatge.

### Austràlia
En aquesta cursa està totalment dedicada a l'outback, amb visibles cangurs als costats de la carretera. L'Uluru, el lloc sagrat aborigen també conegut com a Ayers Rock és visible al principi i al final de la cursa.

### Xina
Aquesta cursa comença a la Gran Muralla Xinesa, amb els Budes i els soldats de terra cotta de la Xina com a escenari. Després de travessar la Gran Muralla, conduireu per camps fins que arribeu a Pequín i hi entrareu per una porta amb dos dragons. Lletres xineses us donaran la benvinguda a Pequín, i el Temple del Cel és visible durant el trajecte amb edificis hutongs. Finalment la cursa acaba a la Porta de Tiananmen a la Ciutat Prohibida, es finalitza amb el retrat de Mao Zedong

## Cotxes
- Venom SST : Dodge Viper
- Kamikaze AWD : Toyota Supra
- Humvee ATV : Humvee
- Zombi XXX : Ford Mustang
- Gimpee : Piaggio Ape
- Rhino 4X4 : Dodge Ram
- Sexium P6 : Ferrari 546
- Orca : Porsche 911
- Lady Bug : Volkswagen Escarabat
- Road King : Kenworth T600
- El Diablo : Chevrolet Bel Air